# Lingua filistea
La lingua filistea era la lingua indigena dell'antico popolo dei Filistei diffusa nella regione costiera sudoccidentale della Cananea, principalmente nella cosiddetta Pentapoli filistea formata dalle città di Gaza, Ascalona, Gat, Ekron e Ashdod. Smise di essere utilizzata come lingua scritta, e probabilmente anche parlata, verso la fine del IX secolo a.C., quando fu sostituita da una varietà delle lingue cananaiche.

## Storia
Di origine geografica tutt'ora poco chiara, si ritiene che i Filistei si fossero stabiliti nella regione che da loro prese il nome di Filistia attorno al 1200 a.C. a seguito del movimento di popolazioni che seguì il collasso dell'età del bronzo. Sebbene sia ancora oggetto di dibattito la loro identificazione con il "Popolo del mare" che le fonti egizie chiamano Peleset, è invece ampiamente accettato che la lingua originale parlata dai Filistei fosse chiaramente distinta dalle altre presenti nella regione.
Per quanto riguarda il numero di locutori dei filisteo, si stima che la popolazione della Filistia ammontasse a circa 25 000 abitanti nel XII secolo a.C., con un picco di 30 000 nel secolo successivo. Tuttavia la toponomastica locale e la cultura materiale emersa dagli studi archeologici sembrano suggerire che la maggioranza della popolazione fosse composta da indigeni cananei e che i membri dell'élite filistea costituissero meno della metà degli abitanti.
Col passare del tempo, il locale idioma cananaico finì per assorbire e soppiantare del tutto la lingua filistea, che smise lentamente di essere utilizzata come lingua scritta per ridursi a un mero sostrato linguistico. Già all'inizio della locale età del ferro (XI-X secolo a.C.) le élite filistee cominciarono a utilizzare una varietà cananaica come principale lingua scritta (come testimoniato per esempio dall'iscrizione di Tel es-Safi) e sul finire della medesima età (VIII-VII secolo a.C.) l'unica lingua di cui si abbia traccia nella Pentapoli è un peculiare dialetto cananaico scritto in una variante della scrittura semitica occidentale denominata scrittura neo-filistea dal linguista Frank Moore Cross; questo dialetto, talvolta chiamato lingua di Ekron dal nome della città nella quale nel 1996 fu scoperta la prima iscrizione filistea) è l'idioma nel quale sono scritte la maggior parte delle iscrizioni filistee giunteci.
All'interno della Bibbia l'unica menzione relativa alla lingua dei filistei si trova nel libro di Neemia, dove viene menzionata la "lingua di Ashdod" in contrapposizione alla lingua ebraica, ma non è chiaro se con questo termine si volesse indicare la lingua filistea, il locale dialetto cananaico o una possibile altra lingua utilizzata nella città. Nel resto del testo biblico invece non si fa menzione di alcun problema linguistico tra gli israeliti e i filistei come accade invece nel caso di altri popoli.
Tra il IV e il III secolo a.C. i filistei adottarono infine la lingua aramaica come la maggior parte degli altri popoli della regione finendo col fondersi con essi e perdendo la propria identità separata.

## Classificazione
Poco è noto della lingua filistea, della quale sopravvivono solo una manciata di parole entrate come prestiti nella lingua ebraica, quali seren (plur. seranim) "signore, principe, comandante", ’argáz "forziere" o il titolo onorifico padî.
Ad oggi non disponiamo di informazioni sufficienti per ascrivere con certezza il filisteo a nessun'altra famiglia linguistica, sebbene ci siano stati tentativi di collegarlo alle lingue indoeuropee (vedi sotto). Sebbene esistano elementi lessicali e onomastici di origine chiaramente non semitica, tuttavia le iscrizioni autentiche - poiché alcune si sono rivelate falsificazioni moderne - sono quantomeno enigmatiche, poiché non disponiamo di testi scritti in lingua propriamente filistea. Già il limitato corpus di brevi iscrizioni dell'età del ferro IIA-IIB provenienti da Tell es-Safi/Gat dimostra infatti come ad un certo punto dell'età del ferro locale i Filistei iniziarono a utilizzare una varietà dialettale cananaica sia come lingua parlata che come lingua scritta, cosa che portò inizialmente molti archeologi e linguisti a ritenere che l'idioma dei Filistei fosse sempre stato parte del continuum dialettale levantino.

### Ipotesi indoeuropea
Le prove a favore dell'appartenenza della lingua filistea alla famiglia indoeuropea sono molto limitate. Diverse parole di origine filistea che compaiono nella Bibbia sono chiaramente di origine non semitica ma possono, in alcuni casi e con riserva, essere ricollegate a radici protoindoeuropee. Per esempio, Richard David Barnett fece notare come la parola filistea seren possa essere imparentata con il neoittia sarawanas/tarawanas o con il greco τύραννος, týrannos (termine a sua volta di probabile origine anatolica). Edward Sapir sosteneva l'origine indoeuropea della parola kōbá o qōbá, «elmo», riferito all'elmo di rame di Golia e presumibilmente imparentato con l'ittita kupaḫi.
Anche per alcuni nomi propri filistei, come Achis, Phicol e Golia, i quali non sembrano avere origine semitica, è stata proposta un'etimologia indoeuropea. Il nome Achis è stato tentativamente collegato al greco Ἀγχίσης (Anchisēs, «Anchise») o con l'etnonimo «acheo» (dal greco arcaico Ἀχαίϝος, achaiwos); tuttavia, sono state proposte anche relazioni con termini non indoeuropei, come l'hurrita Aki-ia-ash o l'eblaita A-ga-ish. Il nome Golia (in ebraico גלית, Goliat) è stato accostato al nome proprio Ἀλυάττης (Alyattēs, «Aliatte»), forma greca dell'originale lidio *Walweiattes. Nell'iscrizione scoperta a Tell es-Safi nel 2005, risalente al X-IX secolo a.C., sono riportati due nomi, uno dei quali (ולת, «wlt») molto simile a questa possibile ricostruzione dell'originale Golia. Altri autori hanno invece evidenziato la somiglianza del nome Goliat con alcuni nomi luvi come «Madduwatta» o «Azitawadda», con i quali sembra condividere il suffisso finale. La comparsa di altri nomi non semitici nelle iscrizioni filistee recentemente scoperte sembrano fornire ulteriori indizi a conferma dell'origine allogena dei filistei e del loro idioma.

## Sistema di scrittura

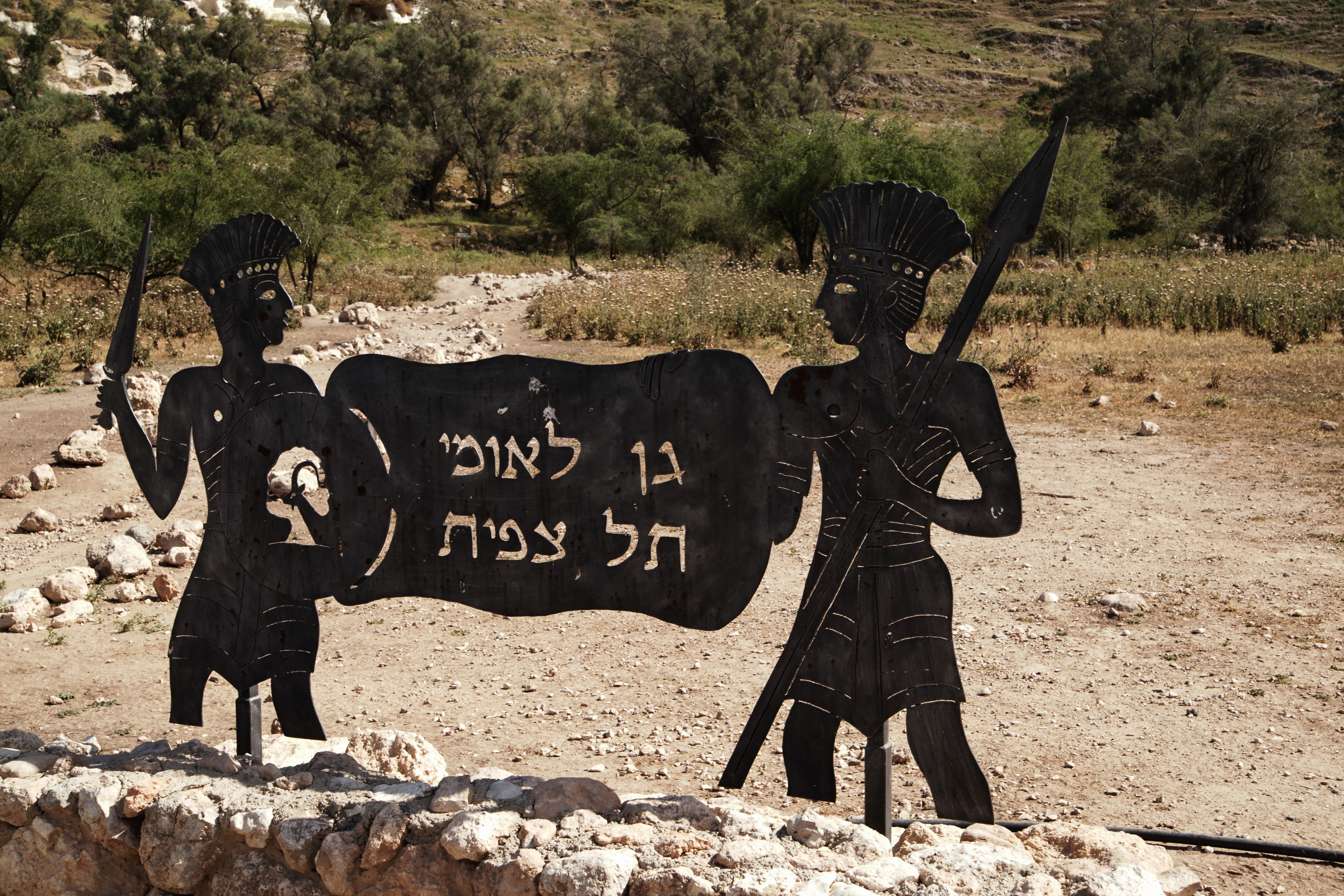
Rappresentazione moderna di due soldati filistei presso il sito archeologico di Tell es-Safi, identificata con l'antica città filistea di Gat

Sebbene le iscrizioni in filisteo siano molto scarse, sembra chiaro tuttavia che i Filistei avessero sviluppato un sistema di scrittura. Nel 1964, alcune tavolette furono ritrovate a Deir ʿAllā nello stesso strato archeologico di alcuni vasi di ceramica filistei. Esse riportavano incise poco più di cinquanta caratteri, raggruppati in una quindicina di parole separate da linee verticali, un sistema che ricorda le iscrizioni minoiche in lineare A e lineare B, nonché il sillabario cipriota-minoico. È molto probabile che il testo contenuto in queste tavolette sia in filisteo, sebbene non sia da escludere che si tratti in realtà della scrittura di qualche altro popolo. In ogni caso, il corpus di testi rinvenuti sia nella scrittura cipriota-minoica che in quella filistea è così esiguo che difficilmente potrebbe portare a prove conclusive. Sicuramente la scrittura (così come la tecnica amministrativa dell'uso dei sigilli) fu adottato quando le popolazioni filistee erano già cresciute in complessità, almeno una generazione dopo il loro presunto insediamento. Successivamente, verrà utilizzato in una certa misura anche l'alfabeto semitico occidentale (in una variante nota come neo-filisteo), di cui sono stati rinvenuti reperti successivi. In assenza di ulteriori ritrovamenti, il sistema di scrittura filisteo è tutt'oggi oggetto di dibattito.